# Steve Matteson
Steven R. Matteson (Chicago, Illinois, 1965) és un dissenyador de tipografies estatunidenc. El seu treball està inclòs en diversos sistemes operatius i integrat en les consoles de jocs, telèfons telèfon mòbils i altres dispositius electrònics. És el dissenyador de la família tipogràfica de Microsoft Windows Vista, Segoe, de la col·lecció de fonts Droid utilitzada a la plataforma de telefonia mòbil Android, de les fonts de la marca i de la interfície d'usuari utilitza tant en la Xbox original de Microsoft i la Xbox 360.

## Biografia
Matteson volia fer carrera en la gestió de la impressió, però un treball de la universitat de font d'edició de mapes de bits ràpidament va canviar d'opinió. Va ser llavors quan va descobrir el món del disseny tipogràfic i la tecnologia de fonts, una convergència irresistiblement fascinant dels processos de les parts del cervell dret i l'esquerre. Lletres dissenyades amb sensibilitat i les seves representacions digitals ben aviat es va convertir en la vocació de Matteson. Després de graduar-se, el 1988 a l'Institut de Tecnologia de Rochester, va passar dos anys aprenent la tecnologia de fonts al mateix temps que treballava a la fàbrica d'impressores làser QMS.
Dissenyador de mentalitat pràctica, Matteson creu que els millors tipus de lletra són les creades amb un objectiu específic al cap. La seva família tipogràfica Andale és un exemple perfecte. Va ser dissenyada per satisfer les demandes de les imatges de baixa resolució, mantenir un alt nivell de legibilitat i proporcionar una plataforma sobre la qual construir nombrosos conjunts de caràcters multilingües. El disseny està actualment en el nucli de molts productes i suporta jocs de caràcters per l'hebreu, àrab, tailandès, grec, ciríl lic i diversos altres idiomes.
Matteson és del director de 'Type Design for Ascender Corporation' i ha creat fonts per al seu ús en diversos entorns de pantalla de visualització i edició impresa des de 1987. Graduat de Rochester Institute of Technology, Steve té una àmplia experiència en la tipografia, el disseny i la impressió que s'ha aplicat al seu desenvolupament de tipografies d'alta qualitat.
La seva obra es troba en els dissenys d'interfície d'usuari (per exemple, Windows Vista, Xbox 360 i Android de Google la plataforma), en la publicacions (per exemple, Pescadero Pro, Andy i resistència Pro), i en marques corporatives (com Symantec, Microsoft i els laboratoris Alcon).
La font monoespaiada dissenyada per Matteson, Andale Mono, està inclosa al sistema operatiu Mac OS X i va ser una de les fonts originals de base per a la web.
Resideix a Louisville (Colorado) amb la seva esposa, 2 nens i 2 gossos perdiguers de pagès.